# ソフィー・ド・フランス
ソフィー・フィリップ・エリザベート・ジュスティーヌ・ド・フランス（Sophie Philippe Elisabeth Justine de France, 1734年7月17日 - 1782年3月3日）は、フランス国王ルイ15世と王妃マリー・レクザンスカの第6王女。「メダム」と呼ばれた王女姉妹の一員であった。

## 生涯

### 修道院にて
宰相のフルーリー枢機卿は国王ルイ15世に圧力をかけて、王女たちを修道院に入れようとしたが、ルイ15世は娘を溺愛し、「マダム・トロワジエーム」たるアデライードの哀願に屈して彼女を修道院に入れなかった。一方でアデライードより下の娘たち（ヴィクトワール、ソフィー、テレーズ、ルイーズ・マリー）は1738年6月よりフォントヴロー修道院で育てられ、そこで12年間過ごした。ルイ15世と王妃マリー・レクザンスカはこの苦渋の決断を甘受して、王女たちが修道院で暮らす12年間、テレーズが1744年9月に夭逝したときを含めて一度も修道院を訪れなかった。テレーズ・ルイ・ラトゥール（Thérèse Louis Latour）が評するところでは、ルイ15世は娘と一緒にいるときには娘への愛情を示すが、一旦離れると娘たちが記憶から薄れていき、情欲と本能によって行動してしまうところがあり、それがこの行動に表れてしまったという。王妃のほうは度重なる出産により体が弱くなり、夫を愛する気力しか残っていないため、「受け身で冷淡な母」であると評した。
1748年3月に姉ヴィクトワールが宮廷に戻り、1750年11月にはソフィーと妹ルイーズ・マリーも宮廷に戻ってきた。

### 宮廷にて
宮廷では姉ヴィクトワールが美人と評されたが、ソフィーは背は高くても、表情がうつろで態度もこそこそしており、ヴィクトワールのような評価は受けられなかった。もっとも、ソフィーは臆病であり、普段は傲慢な態度をとっていても嵐が吹き荒れているときは恐怖に震え、そのときに限っては親しみをもてるとされた。従女のカンパン夫人が回想したところでは、「あれほど怖がっている人を見たことはなかった。彼女は極めて速く歩き、道を譲った人々に謝意を表すにも人々を見たくないため、うさぎのように横を見た」という。ラトゥールはソフィーを「聡明でも、おもしろい人物でもない」と評した。
王太子が王女たちに節約を求め、絵画や音楽を楽しむよう促したにもかかわらず、ソフィーら修道院育ちの王女は豪奢な生活を送り、どのような時間帯でも部屋にモルタデッラ、ラグー、スイーツ、スペインのワインを常備した。このような状況により、ソフィーは父から「グレイユ」（Graille、「食事」の意味）のあだ名をつけられた。1761年7月に姉アデライードとヴィクトワールがロレーヌに行ったとき、ソフィーは妹ルイーズ・マリーとともにはじめてパリを訪れた。

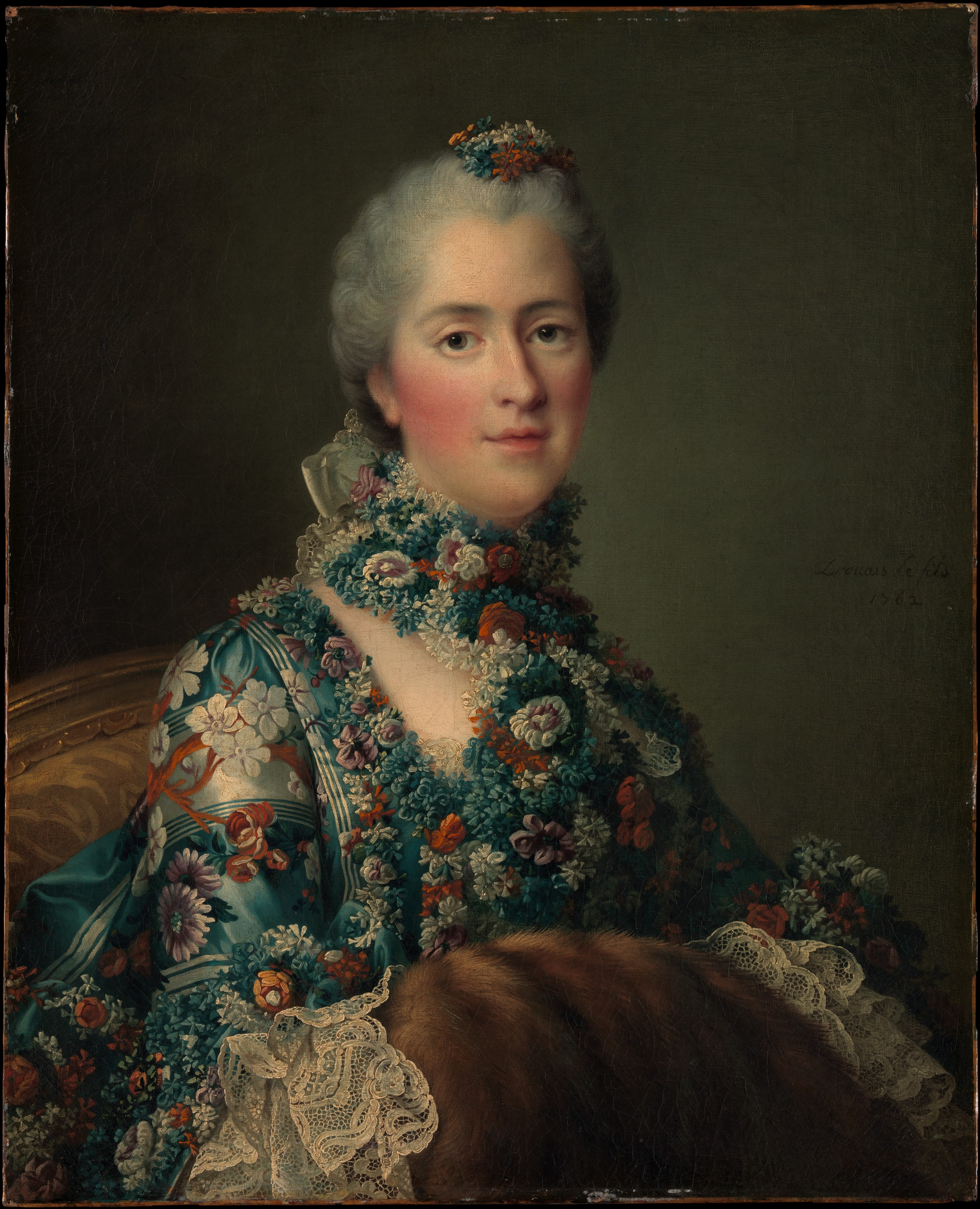
フランソワ＝ユベール・ドルーエによる肖像画、1762年。

ルイ15世は王女たちの行動を咎めなかったばかりか、決定を下すときに王女たち、特にアデライードに意見を聞くようになり、アデライードが増長して妹たちを見下すようになった。もっとも、アデライード自身もパリ大司教クリストフ・ド・ボーモンの影響を強くを受け、1764年にデュ・バリー夫人が公妾になったことで失脚した。

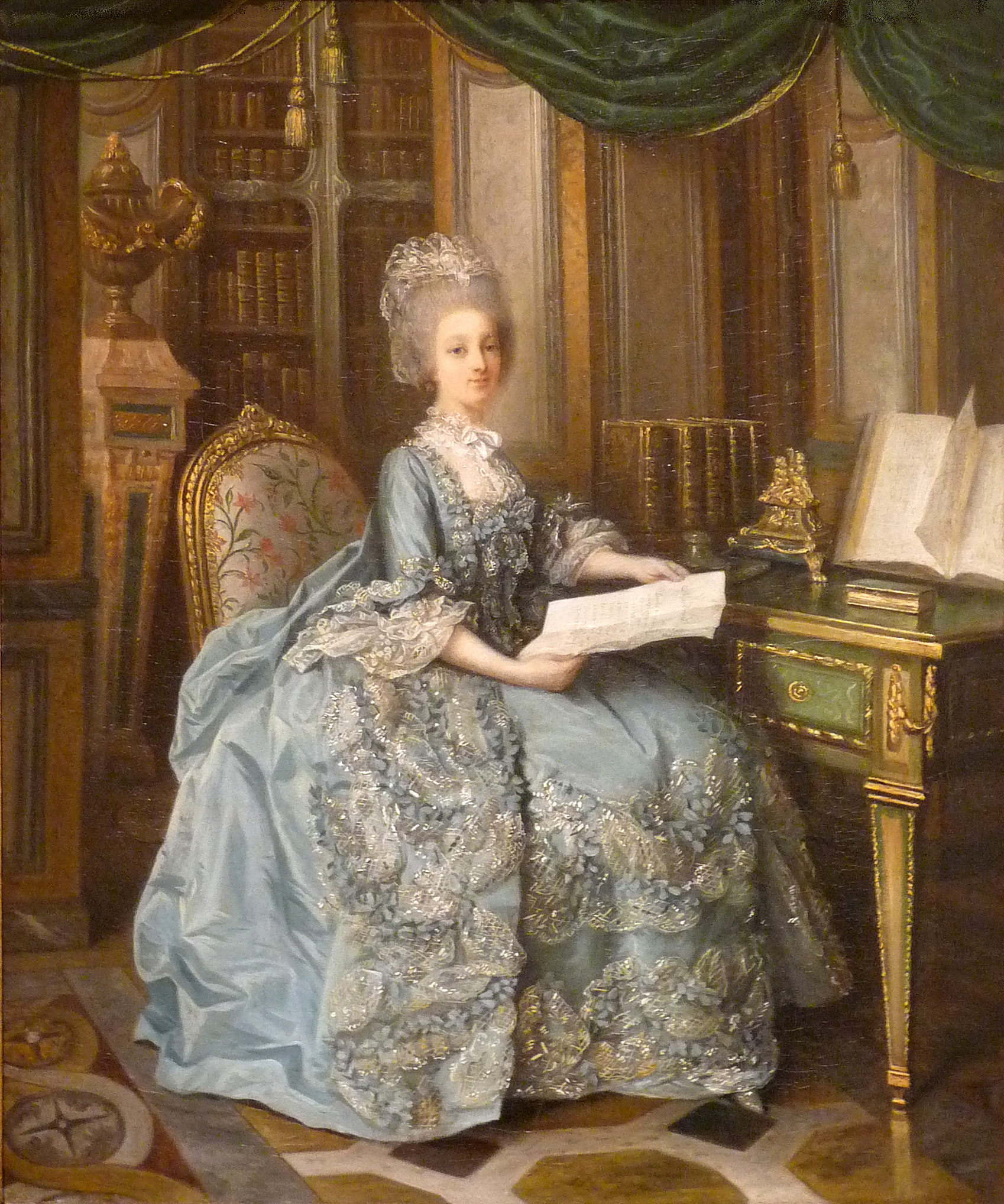
リエ＝ルイ・ぺラン＝サルブルーによる肖像画、1770年と1774年の間。

1774年、ルイ15世が天然痘にかかった。アデライード、ヴィクトワール、ソフィー（ルイーズ・マリーは1770年に修道院に入り、宮廷を出ていた）はすぐさまに父の病室に駆けつけ、天然痘による悪臭のなか父の病室に閉じこもった。看病もむなしく、ルイ15世は病死、王女3人も天然痘にかかった（のちに回復）。
アデライードはまだ回復していないときから再び政治にかかわるようになり、王妃マリー・アントワネットが支持するショワズール公爵やヴィクトワールが支持するマショーを差し置いて自身の支持するモールパ伯爵を首席大臣にすることに成功した。アデライードはその後も政争に明け暮れたが、やがて国王ルイ16世がアデライードらルイ15世の王女にシャトー・ド・ベルヴュへの引退を命じた。ベルヴュは王女たちが母から相続した遺産で1775年にブリンボリオンとともに購入した城であり、ルイ16世はさらに王女たちにシャトー・ド・ショワジを与えた。
1781年10月に王太子ルイ＝ジョゼフが生まれると、アデライードらは今後政治に介入しないことを約束して、宮廷に戻ることを許された。それから半年も満たない1782年3月3日に浮腫により病死した。